# داينا ستيفنز
داينا ستيفنز (بالإنجليزية: Dayna Stephens)‏ هو عازف جاز وملحن أمريكي، ولد في 1 أغسطس 1978.

## وصلات خارجية
- داينا ستيفنز على موقع ميوزك برينز (الإنجليزية)
- داينا ستيفنز على موقع أول ميوزيك (الإنجليزية)
- داينا ستيفنز على موقع ديسكوغز (الإنجليزية)